# 仁宗 (宋)
仁宗（じんそう）は、北宋の第4代皇帝（在位：1022年3月23日 - 1063年4月30日）。諱は最初は受益(じゅえき)、後に禎(てい)。父は第3代皇帝真宗、実母は真宗側室の李宸妃。真宗の皇后（章献明粛皇后）が嫡母となり、同じく側室の章恵太后のもとで養育された。

## 人物
乾興元年（1022年）、父の真宗の崩御に伴い幼くして即位。嫡母であった章献明粛皇后のもと、明道2年（1033年）まで垂簾聴政が行われる。英邁な資質を持った皇帝とされ、多くの人材を登用した。
当時は文治主義に偏重して軍事力が弱体化しており、西夏などの圧迫を受けるなど、対外的には危機的な状況が続いていた。仁宗は宋の常備軍の強化などの軍事力の増強を行なう一方で、西夏や遼に対しては銀をはじめとする貢物を贈ることで友好関係を維持する外交を展開した。しかしこの財源を確保すべく、重い賦税を民衆に強いることとなり、農村の荒廃と民衆叛乱を引き起こしている。
不安が高まる社会を改革すべく、改革を求める党派も出現し、後の新法・旧法の争いに代表される権力闘争の原型を形成した時代でもある。
嘉祐8年（1063年）、嗣子がないまま病死し、従子にあたる英宗が帝位を継いだ。
仁宗の治世の時代は、慶暦の治と称されている。

## 家族

### 妻妾
- 正室：皇后（浄妃）郭氏（廃）
- 継室：曹皇后（光献皇后）
- 側室：張貴妃（贈温成皇后）
  - 三女：鄧国公主（荘順帝姫）
  - 四女：鎮国公主（荘定帝姫）
  - 七女：唐国公主（荘慎帝姫）趙幼悟 - 若くして尼僧となった。夭折
- 側室：張美人（贈皇后）[1]
- 側室：苗貴妃（昭節貴妃） - 仁宗の乳姉妹
  - 次男：趙昕（夭折）
  - 長女：周国陳国大長公主（荘孝明懿帝姫） - 李瑋に降嫁し、また生別した
- 側室：周貴妃（昭淑貴妃）
  - 九女：秦国魯国大長公主（令徳景行帝姫） - 銭景臻（銭惟演の子の銭暄の子）に降嫁した
  - 十一女：燕国舒国大長公主（懿穆帝姫） - 郭献卿に降嫁した
- 側室：張賢妃（贈昭懿貴妃）[2]
- 側室：修儀 楊宗妙（贈徳妃）
  - 六女：商国公主（荘宣帝姫） - 6日で夭折し、公主の位号を追贈された
- 側室：充媛董氏（贈貴妃）
  - 八女：陳国大長公主（荘斉帝姫） - 8歳で早世した
  - 十女：兗国大長公主（賢懿恭穆帝姫） - 曹詩（曹彬の子の曹琮の孫で、曹牷の子）に降嫁した
  - 十二女：豫国公主（荘儼帝姫） - 2カ月で夭折し、公主の位号を追贈された
- 側室：修容馮氏（贈賢妃）
  - 五女：楚国公主（荘禧帝姫） - 1歳で夭折し、公主の位号を追贈された
- 側室：徳妃兪氏
  - 長男：趙昉（夭折）
  - 次女：徐国公主（荘和帝姫）
- 側室：充儀朱氏
  - 三男：趙曦（夭折）
- 側室：美人尚氏（贈充儀）
- ほか多数
  - 美人余氏[3]、彭城県君劉氏[2]、安福県君張氏[4]、仁和県君李氏[5]、楊易行[6]、御侍景氏、御侍黄氏[7]

## 廷臣

### 在位中の宰相
- 丁謂
- 馮拯（中国語版）
- 王曾（中国語版）
- 王欽若
- 張知白（中国語版）
- 張士遜（中国語版）
- 呂夷簡
- 王随（中国語版）
- 陳堯佐（中国語版）
- 章得象（中国語版）
- 晏殊
- 杜衍（中国語版）
- 范仲淹
- 陳執中（中国語版）
- 文彦博
- 宋庠（中国語版）
- 龐籍（中国語版）
- 梁适（中国語版）
- 劉沆（中国語版）
- 富弼
- 韓琦
- 曾公亮（中国語版）
- 張文節
- 魯宗道（中国語版）：魚頭参政

### 在位中に活躍した将軍
- 范仲淹
- 韓琦
- 狄青
- 楊文広（中国語版）

## 登場作品
- 井上祐美子の小説『桃花源奇譚』で、主要登場人物の一人となっている。この小説はまた、『三侠五義』がベースになっている。

テレビドラマ
- 開封府〜北宋を包む青い天〜（2017年、演：ジャン・チャオ（中国語版））
- 孤城閉〜仁宗、その愛と大義〜（2020年、演：ワン・カイ）
- 大宋宮詞 〜愛と策謀の宮廷絵巻〜（2021年、演：鄭偉（中国語版））